# Luník IX
Luník IX is sedert 1 oktober 1990 een autonoom stadsdeel van Košice. 
De wijk met hoogbouw werd ontwikkeld in de jaren 1970 en bestaat uit drie straten waarin aanvankelijk, in de jaren 1980, ongeveer tweeduizend personen woonden. Dit aantal was in 2020 reeds aangegroeid tot meer dan 7.000 personen. Sedert het einde van de jaren 1990 wordt de wijk geconfronteerd met toenemende sociale moeilijkheden, terwijl de werkloosheid meer dan 90 % bedraagt. Ingevolge het feit dat het stadsdeel bijna uitsluitend bewoond wordt door in ontbering levende Roma, wordt de wijk beschouwd als een der grootste etnische getto's in Slowakije en in Centraal-Europa. 

Plaatsbepaling van het stadsdeel Luník IX binnen de stad Košice.

## Topografie

### Ligging
Het stadsdeel is gelegen ten zuid-westen van het oude stadscentrum Staré Mesto, net buiten de randgemeenten.
Het heeft een oppervlakte van 1,066 km² (106,6 hectaren) en bestaat uit :
1. velden, gelegen tussen de ringweg, de weg naar Rožňava en de bebouwde zone van Pereš
2. een bebouwde zone in het noorden, die grenst aan Myslava. Het aangrenzend gebied van Myslava is bebost.

Luník IX bestaat uit slechts drie straten in de vorm van een « 8 »: Hrebendova, Krčméryho en Podjavorinske. Deze zijn alleen toegankelijk vanaf de ringweg. 

### Wijken
De benaming Lunix IX werd officieel toegekend op 22 december 1975. Ze vindt haar oorsprong in het ruimteprogramma  Luna van de Sovjet-Unie die tussen 1959 en 1976 onbemande sonden in de richting van de maan stuurde. 
Met het doel personeel van de metaalindustrie te huisvesten, werd het initiatief genomen om een wijk te ontwikkelen, uitgerust met betonnen prefab appartementsgebouwen. Deze buurt werd Nové Mesto (vertaald: Nieuwe stad) genoemd, en komt overeen met het huidige stadsdeel Západ.
Západ werd onderverdeeld in acht gehuchten, alle met de naam Luník, en aangevuld met een Romeins getal van I tot VIII. Na de bouw van deze woongelegenheden ontwikkelde de stad ten zuiden van Západ nog een zogenaamde slaapstad : een wijk zoals de acht voorgaande, met de naam « Luník IX ». Deze was onafhankelijk van de acht naamgenoten en vormde vanaf 1 oktober 1990 een autonoom stadsdeel.

### Aangrenzende stadsdelen

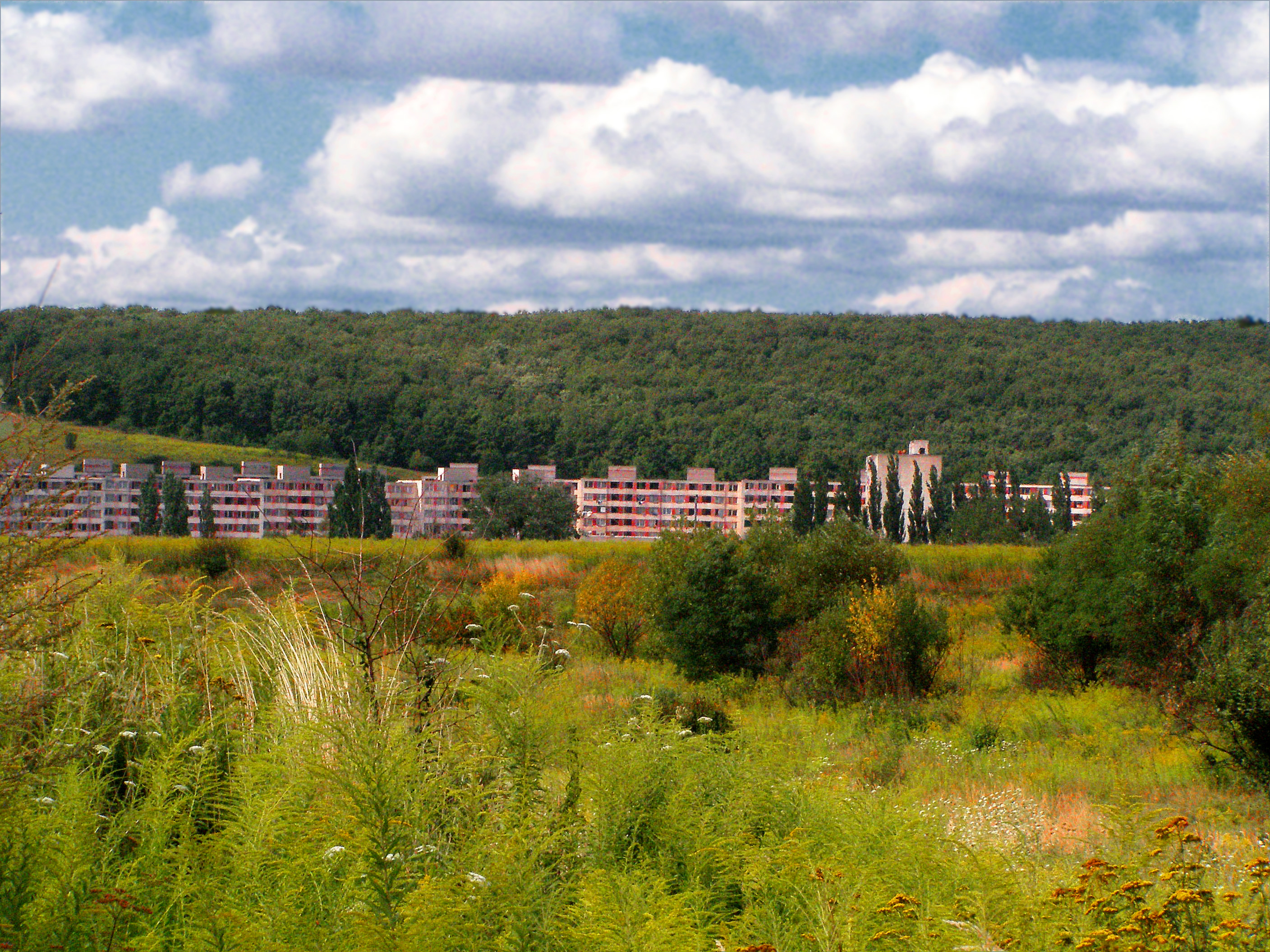
Huisvesting van Roma in Lunik IX (augustus 2012).

Luník IX grenst aan vijf andere stadsdelen:
- Myslava: een oud dorp dat door Košice geabsorbeerd werd als stedelijk gebied,
- Západ (Košice-West),
- Juh (Košice-Zuid),
- Barca: een oud dorp dat eveneens opgenomen werd als stedelijk gebied, en
- Pereš: een residentiële wijk met eengezinswoningen.

### Waterlopen
De wijk is gebouwd op de zuidwestelijke helling van de Myslavský-vallei. De Myslavský-beek vloeit van het noorden naar het zuid-oosten langsheen de ringweg. Ze is een zijrivier van de Hornád die op haar beurt een zijrivier is van de Sajó (Slowaaks: Slaná).
Luník IX ligt op een hoogte van 244 meter en zijn meest verheven punt waarop een watertoren staat, is 295 meter hoog.

## Geschiedenis
Vanaf 1954 werd het leven zonder vaste woonplaats in Tsjecho-Slowakije illegaal verklaard met als gevolg dat de nomadische bevolking verplicht werd zich te vestigen. In 1969 werd ter zake een Regeringscommissie opgericht. Deze begon in Košice haar werk in 1973.  Het lag in de bedoeling om in de buurt van Myslava een nieuwe woonwijk te creëren die zou worden bevolkt door jonge gezinnen. Het bouwproject voor appartementen -ter waarde van 107 miljoen Tsjecho-Slowaakse kronen- werd in 1974 goedgekeurd. 
De nieuwe wijk was aanvankelijk eveneens bedoeld als woonplaats voor soldaten, politieagenten en bewakers. Vanaf 1978 arriveerden de eerste inwoners. Het aantal soldaten en politieagenten lag vanaf het begin lager dan gepland vermits velen van hen weigerden te verhuizen. Bijgevolg werd de hen toegewezen plaats ingenomen door de families van arbeiders die in de onmogelijkheid waren vrij te kiezen. In 1983 was de verhouding inwoners als volgt: 40 % Roma en 60 % anderen.
In 1995 wijzigde de stad Košice haar huisvestingsbeleid. Huurders die elders niet in orde waren met hun betalingen of krakers van appartementen die aan de stad behoorden, werden overgebracht naar Luník IX. Anderzijds kregen niet-problematische inwoners van Luník IX -indien ze erom vroegen- een appartement in een andere buurt. Zodoende verlieten de eerste niet-Roma-families in 1996 Luník IX om zich te vestigen in Ťahanovce. Het laatste gezin verhuisde op 8 oktober 2001. Sedertdien is Luník IX een getto dat uitsluitend bewoond wordt door kansarme Roma.

## Demografie

### Bevolking
De Roma leven in een zeer hachelijke situatie: hun geboorte- en sterftecijfers is veel hoger dan het nationale gemiddelde. Deze sociaal-demografische kenmerken illustreren de ongelijkheden tussen de Roma en de rest van de bevolking in Slowakije. De leeftijdspiramide heeft een brede basis met een groot aantal kinderen en een smalle top met een relatief klein aantal ouderen, hetgeen wijst op een vergrijzingsindex van 5,6 bij de Roma-bevolking tegenover  71,2  bij de niet-Roma. Van de bevolking in 2021 was 31,19% tussen de o-14 jaar, 66,48% was tussen de 15-64 jaar en tot slot was slechts 2,33% 65 jaar of ouder. De levensverwachting bij de Roma is lager vanwege de hoge kindersterfte.
 Slechts 49% van de Roma bereikt de leeftijd van 60 jaar, tegenover 78% van de niet-Roma. 
De slechte gezondheidstoestand van de Roma weerspiegelt hun extreme armoede. Sommige ziekten komen veelvuldig voor: leverontsteking, hoofdluis, diarree, schurft en hersenvliesontsteking.
Na een stabiele periode met ongeveer 2.000 inwoners in de jaren 1980, heeft Luník IX een snelle bevolkingsgroei gekend. Het aanvankelijk aantal van 2.000 ingezetenen groeide in een periode van 20 jaar tot meer dan 6000. In de volkstelling van 2021 werden 7.037 inwoners geregistreerd, waarvan 3.521 man (50,04%) en 3.516 vrouw (49,96%).
Luník IX is in Slowakije de gemeente met de hoogste bevolkingsdichtheid. In 2019 telde het stadsdeel 6907 inwoners : dit betekent 6479 personen per km². Met 548 beschikbare appartementen heeft dit stadsdeel anno 2021 een woondichtheid van meer dan 12 personen per appartement. 
De ontberingen waarin de Roma leven, hebben ook gevolgen voor hun gedrag : sommige bewoners lijken hun afval kwijt te raken door die van het balkon naar beneden te gooien. In december 2009 werd 800 ton afval weggevoerd. Andere bewoners zoeken voedsel in de vuilnisbakken van de rijkere buurten.

### Religie

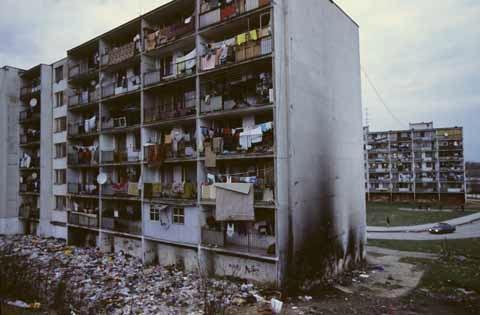
Huisvesting van Roma in Lunik IX (oktober 2000).

Bij een volkstellingen tussen 1991-2021 noteerde men de volgende relgieze groepen:
| Religie                  | 1991   | 1991  | 2001   | 2001  | 2011   | 2011  | 2021   | 2021  |
| Religie                  | Aantal | %     | Aantal | %     | Aantal | %     | Aantal | %     |
| ------------------------ | ------ | ----- | ------ | ----- | ------ | ----- | ------ | ----- |
| Rooms-Katholieke Kerk    | 974    | 39,93 | 3.391  | 79,96 | 3.825  | 63,41 | 1.667  | 23,69 |
| Grieks-Katholieke Kerk   | 34     | 1,39  | 59     | 1,39  | 86     | 1,43  | 55     | 0,78  |
| Evangelische kerken      | 63     | 2,58  | 19     | 0,45  | 78     | 1,29  | 70     | 0,99  |
| Hervormde kerk           | -      | -     | 7      | 0,17  | 34     | 0,56  | 9      | 0,13  |
| Oosters-orthodoxe kerken | 10     | 0,41  | 14     | 0,33  | 71     | 1,18  | 3      | 0,04  |
| Jehova's getuigen        | -      | -     | 34     | 0,80  | 10     | 0,17  | 15     | 0,21  |
| Geen religie             | 430    | 17,63 | 412    | 9,71  | 129    | 2,14  | 1.002  | 14,24 |
| Geen informatie          | 920    | 37,72 | 231    | 5,45  | 978    | 16,21 | 4.120  | 58,55 |
| Andere religie           | 8      | 0,33  | 74     | 1,74  | 821    | 13,61 | 96     | 1,36  |
| Totaal                   | 2.439  | 2.439 | 4.241  | 4.241 | 6.032  | 6.032 | 7.037  | 7.037 |

Sedert 1 juli 2008 is er in het hartje van de wijk een vestiging van de Salesianen van Don Bosco. Deze religieuzen hebben evangelisatie en oplossing van sociale problemen als doel.
De missie beschikt over een kapel en een gemeenschapscentrum dat onder meer bestaat uit een sportzaal, een studie- en een muziekcentrum.

## Openbaar vervoer

### Treinen
Voor het vervoer per trein zijn de bewoners aangewezen op het station van Košice. Dit bevindt zich op een afstand van ongeveer 5 kilometer. Er zijn regelmatig verbindingen naar een grote verscheidenheid van bestemmingen, zowel naar binnen- als buitenland.

### Autobus
De openbare autobuslijn nummer 11 verbindt het stadsdeel met de centrum van Košice.

## Externe koppeling
- (sk)  Website van het stadsdeel Luník IX
- (sk)  Website van de Salezianen van Don Bosco in Lunik IX
- (sk)  Artikel over Luník IX in Cassovia